# NGC 5872
NGC 5872 је лентикуларна галаксија у сазвежђу Вага која се налази на NGC листи објеката дубоког неба.
Деклинација објекта је - 11° 28' 46" а ректасцензија 15h 10m 55,6s. Привидна величина (магнитуда) објекта NGC 5872 износи 13,8 а фотографска магнитуда 14,8. NGC 5872 је још познат и под ознакама MCG -2-39-5, NPM1G -11.0427, PGC 54169.